# Западное Папуа (провинция Индонезии)
Западное Папуа (индон. Papua Barat) — провинция Индонезии, располагающаяся на острове Новая Гвинея. Административный центр — город Маноквари.
В 2003—2007 годах называлась Западная Ириан-Джая (индон. Irian Jaya Barat).

## История
Провинция была образована в 2003 году в результате разделения бывшей провинции Ириан-Джая. До 7 февраля 2007 года называлась Западная Ириан-Джая. В 2022 году в результате мер по дальнейшему разукрупнению административного деления индонезийской части Новой Гвинеи значительная часть территории этой провинции была выделена для создания отдельной провинции — Юго-Западное Папуа. В результате территория Западного Папуа уменьшилась с 97 024 км² до 64 135 км², население — с 1 134 068 до 551 792 человек.

## География
В состав провинции входит территория у основания полуострова полуостров Чендравасих, а также несколько небольших сопредельных островов. На западе граничит с провинцией Юго-Западное Папуа, на востоке — с провинцией Центральное Папуа.

## Население
Провинцию населяют народы, говорящие на австронезийских (ираруту, кури, биак, вайгео и др.) и папуасских языках. В том числе только здесь распространены языки майбратской и восточночендравасихской семей, а также многие языки западно-папуасской, майрасийской, трансновогвинейской семей, а также изоляты абун, мпур и хатам.

## Административное деление
В 2000 году провинция была поделена на три округа — Маноквари, Соронг и Факфак. В 2010 её переразделили на 10 округов и один городской муниципалитет, в составе которых было 155 районов. Позднее было создано два новых округа, а количество районов возросло до 218. Однако после выделения территорий, составивших провинцию Юго-Западное Папуа, в составе Западного Папуа осталось лишь семь округов, в составе которых 86 районов.
| Название         | Площадь, км² | Население по переписи-2010 | Население по переписи-2015 | Административный центр | Районов | Деревень | ИЧР             |
| ---------------- | ------------ | -------------------------- | -------------------------- | ---------------------- | ------- | -------- | --------------- |
| Факфак           | 11 036,48    | 66 828                     | 73 180                     | Факфак                 | 17      | 149      | 0,670 (средний) |
| Каимана          | 16 241,84    | 46 249                     | 53 848                     | Каимана                | 7       | 86       | 0,637 (средний) |
| Маноквари        | 11 674,76    | 145 285                    | 157 940                    | Маноквари              | 9       | 173      | 0,712 (высокий) |
| Южный Маноквари  | 2 812,44     | 18 564                     | 21 776                     | Рансики                | 6       | 57       | 0,588 (низкий)  |
| Пегунунган-Арфак | 2 773,74     | 23 877                     | 28 218                     | Ангги                  | 10      | 166      | 0,553 (низкий)  |
| Телук-Бинтуни    | 20 840,83    | 52 422                     | 58 987                     | Бинтуни                | 24      | 117      | 0,631 (средний) |
| Телук-Вондама    | 3 959,53     | 26 321                     | 29 682                     | Расиэи                 | 13      | 76       | 0,589 (низкий)  |